# Hubert Walter
Hubert Walter ( West Dereham, ca. 1160 - Teynham, 13 juli 1205) was aartsbisschop van Canterbury en diende als Chief Justiciar en Lord Chancellor onder de koningen Richard I van Engeland en Jan zonder Land.

## Biografie

### Vroege jaren
Hubert Walter was de zoon van Hervey Walter en Maud de Valoignes en werd waarschijnlijk geboren in West Dereham. Hij en zijn broer Theobald Walter werden in hun carrière geholpen door hun oom Ranulf de Glanvill, die Chief Justiciar was onder koning Hendrik II, en gezamenlijk diende zij in het huishouden van hun oom. Rond 1184-1185 had Hubert Walter de post bemachtigd van baron van de schatkist aan het hof van Hendrik II en werd hij tevens door de koning ingezet als rechter, onderhandelaar en koninklijke secretaris. In juli 1186 benoemde de koning hem tot deken van York, maar was niet succesvol in het verkrijgen in de post van aartsbisschop van York.

### Dienst onder Richard I
Na de dood van Hendrik II benoemde zijn opvolger, Richard I, hem tot bisschop van Salisbury. Hij werd op 22 oktober 1189 in de Westminster Abbey tot bisschop gewijd samen met onder andere William Longchamp. Hij begeleidde zijn koning tijdens de Derde Kruistocht en was betrokken bij de onderhandelingen met Saladin. Hij bracht vervolgens een bezoek aan Jeruzalem en werd door de koning belast met de taak om het Engelse leger naar huis te brengen, maar nadat Hubert Walter het nieuws hoorde over de gevangenname van Richard I reisde hij naar Engeland af om zijn koning te bezoeken. Hij was daarna betrokken bij het bijeenbrengen voor het losgeld en na zijn terugkeer in Engeland werd hij ook verkozen tot aartsbisschop van Canterbury.
Met de terugkeer van Richard in Engeland verkreeg Walter het ambt van Chief Justiciar en was hij tijdens de afwezigheid van de koning in Engeland belast met de koninklijke administratie. In 1194 riep hij ook een kerkvergadering bijeen waarbij Jan zonder Land werd geëxcommuniceerd wegens zijn opstand tegen de troon. Hoogstpersoonlijk leidde Walter het beleg van Marlborough Castle waar Jan zich ophield. Daarnaast onderhandelde hij ook met de Schotten en de Welshmen. Tussen 1195 en 1198 was Walter pauselijk legaat in Engeland voor paus Celestinus III en 1198 legde hij zijn functie als Chief Justiciar neer.

### Laatste jaren
Na de dood van Richard was hij samen met Willem de Maarschalk verantwoordelijk voor de keuze van Jan zonder Land als hun nieuwe koning. In 1201 leidde hij een diplomatieke missie naar Filips II van Frankrijk, maar keerde met lege handen terug. Het jaar daarop werd hij regent terwijl dat koning Jan in zijn Franse gebieden verbleef. Hij verkreeg van Jan ook Rochester Castle. Hubert Walter stierf in 1205 na een lang ziekbed en werd begraven in de kathedraal van Canterbury.